# Magnetické pole (album)
Magnetické pole je první studiové album hudební skupiny Kryštof. Nahráno bylo ve studiu Citron v Ostravě v březnu - dubnu 2001. Pokřtěno bylo 22. června 2001 v ostravském klubu Boomerang ve Stodolní ulici a vydáno 16. července 2001. Obsahuje celkem 13 skladeb. Album produkoval Dušan Neuwerth, jinak zvukař Tata Bojs a podílel se na něm i mistr zvuku Dan Václavek. Album nahrála skupina Kryštof již v klasickém obsazení, tedy Richard Krajčo (akustická kytara, zpěv), Nikolaj Atanasov Arichtev (basová kytara), Jakub Dominik (bicí, vibrafon, klávesy), Evžen Hoffman (elektrické kytary) a Nikos Petros Kuluris (saxofon); avšak Ondřej Kyjonka (trombon) a Nikolaos (Nikos) Grigoriadis (trubka) jsou na bookletu uvedeni ještě jako "stálí hosté".
Album vydalo Monitor-EMI v rámci nového labelu Escape, který byl koncipován jako nezávislý (vycházely pod ním první desky skupin jako Divokej Bill, Priessnitz, Ecstasy Of Saint Theresa nebo Umakart).
Magnetické pole bylo příznivě přijato kritikou a s odstupem let je hodnoceno, po druhém albu V siločarách a třetím Mikrokosmem, jako nejlepší.
V reedici (v rámci trafikové série České hudební legendy) byla deska vydána 16. června 2010.

## Seznam skladeb
1. Lolita (Elišce) (text: Richard Krajčo, Pavel Studník; hudba: Richard Krajčo)
2. Líbej mě (text: Richard Krajčo; hudba: Richard Krajčo, Dušan Neuwerth)
3. Cosmo$hop (text: Pavel Studník, Richard Krajčo; hudba: Richard Krajčo, N. A. Arichtev, E. Hofmann) - jako host Milan P-3D-01 Cais (zpěv, klavír)
4. Poezie (text: Vlastimil Trešňák, Richard Krajčo; hudba: Richard Krajčo)
5. Fantom a.s. (hudba: Richard Krajčo)
6. Fantomska (text a hudba: Richard Krajčo)
7. Ženy (text a hudba: Richard Krajčo)
8. Zvířata (text: Pavel Studník, Richard Krajčo; hudba: Richard Krajčo, N. A. Arichtev, E. Hofmann)
9. Nasavač (text: Richard Krajčo, Pavel Studník; hudba: Richard Krajčo)
10. U Vody (text: N. A. Arichtev, Pavel Studník; hudba: N. A. Arichtev)
11. Know This Cow (text: Richard Krajčo; hudba: Kryštof, Dušan Neuwerth)
12. Padá sníh (text a hudba: Richard Krajčo)
13. Poezie (text: DJ Ukoješita; hudba: Kryštof)

## Singly
- Lolita (Elišce) (text: Richard Krajčo; hudba: Richard Krajčo, Pavel Studník)
- Cosmo$hop (text: Pavel Studník, Richard Krajčo; hudba: Richard Krajčo, N. A. Arichtev, E. Hofmann)
- Ženy (text a hudba: Richard Krajčo)

## Hosté
Kromě skupiny Kryštof a prozatím "stálých hostů" (Ondřej Kyjonka a Nikolaos Grigoriadis) se na albu podíleli další hosté:
- Milan P-3D-01 Cais (zpěv, klavír)
- Jakub Kubčík (perkuse)
- Jitka Andrašková (vokály)
- Lucie Štěpánková (hlas)
- DJ Ukoješita (lupy, zvuky, samply)
- Dušan Neuwerth (lupy, zvuky, samply, elektrická a akustická kytara, klávesy, aranže smyčců)
- Jarda Janek (kontrabas)
- Radka Tihelková (housle)
- Romana Palíková (housle)
- Petra Šolcová (housle)
- Soňa Koláčková (violoncello)
- Marek Doubrava (aranže smyčců)

## Ocenění
Přestože byla skupina nominována na několik hudebních cen Anděl, odnesla si jen tu za objev roku. Cenu navíc kapela nepřevzala osobně, čímž se postarala o lehký rozruch.
Ve druhém ročníku Českých internetových hudebních cen, které pořádal server MusicServer.cz, hlasovalo přes 13.000 čtenářů. Skupina Kryštof si odnesla cenu nejen za objev roku, ale také za skladbu roku (Ženy) a dvě ceny za Lolitu (hit roku, videoklip roku).